# Esőerdő

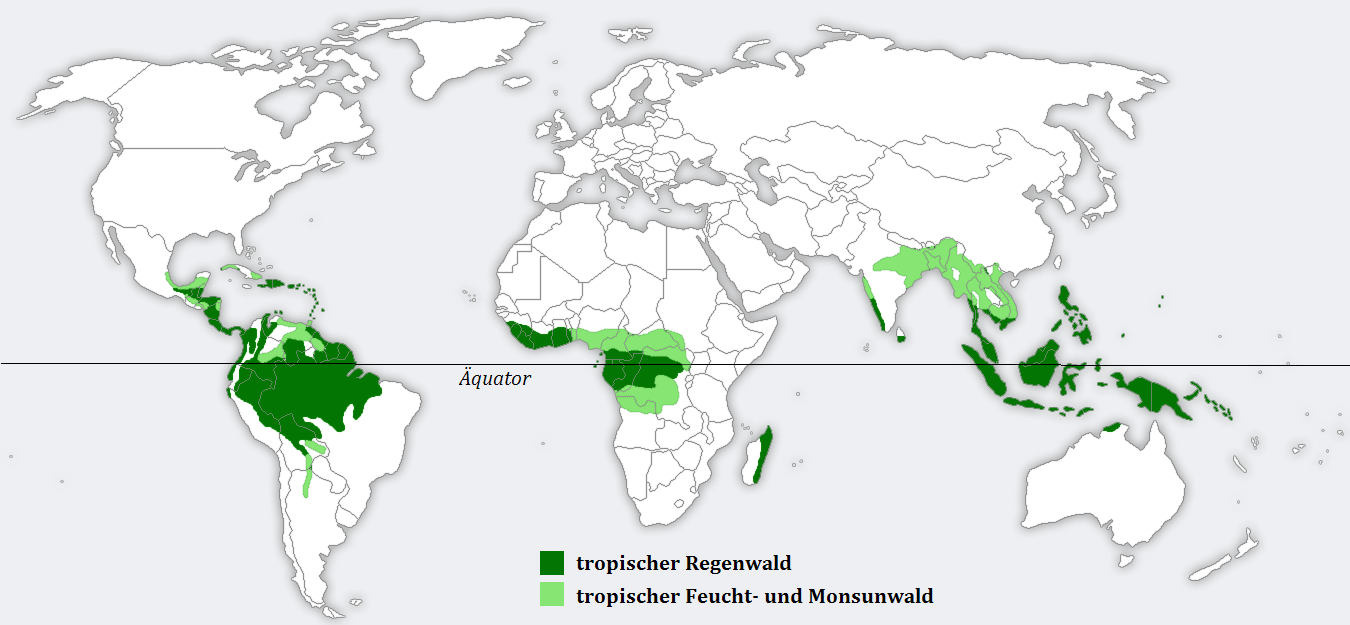
Nem egybefüggő trópusi eső- ill. monszunerdők legnagyobb kiterjedése.

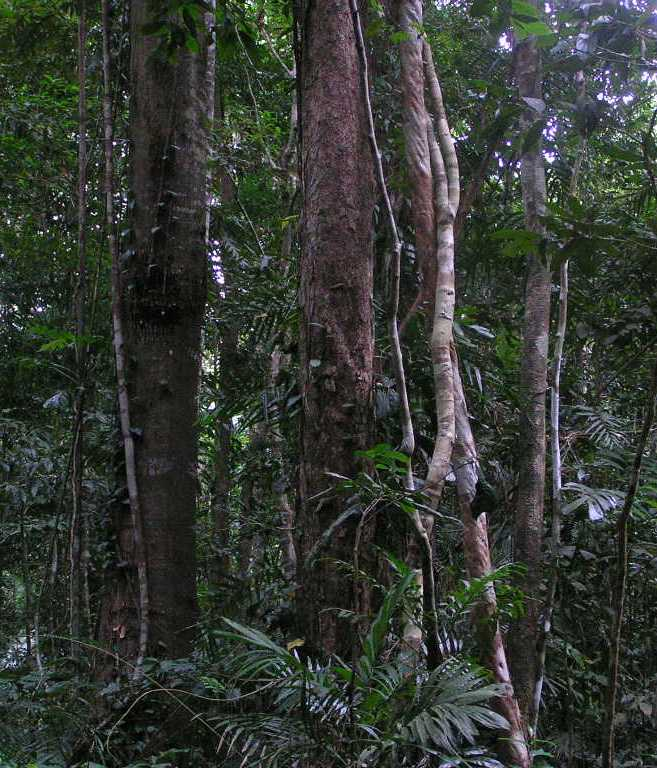
Ausztrál esőerdő

Esőerdőknek az erősen csapadékos (1500–10 000 mm/év) éghajlaton növő erdőtársulásokat nevezzük.A csapadékos, meleg és viszonylag állandó időjárás mellett, különösen az Egyenlítőhöz közel, az élőlények rendkívüli sokfélesége alakult ki. Ez a rovar-, madár-, és fafajok hatalmas számában is megmutatkozik. Területük zsugorodik túlzott fakitermelés, mezőgazdasági használat miatt, és nagyon nehezen állnak helyre.
Három fő zonális típusa a trópusi esőerdő, a szubtrópusi esőerdő és a mérsékelt övi esőerdő. Mindhárom éghajlati övben domborzati hatásra alakulnak ki a hegyvidéki esőerdők.

## Trópusi esőerdők
A trópusi esőerdők öve az Egyenlítőtől északra és délre is nagyjából a 10. szélességi fokig terjed, de a tengerpartokon, egyes óceáni szigeteken és nedves szelek (passzát, monszun) fútta területeken ezen észak és dél felé is jelentősen túlterjeszkedik. Az esőerdő kialakulásához szükséges csapadékmennyiség az Egyenlítő vidékén évi 2000 mm, az Egyenlítőtől távolodva csökken.
- Afrikában:
  - Nyugat-Afrika: Guinea
  - Kongó-medence
  - Kelet-Afrikai árok vidéke
  - Kelet-Afrika tenger felé néző lejtői és a partközeli szigetek
  - Kelet-Madagaszkár
- Ázsiában:
  - Elő-India nyugati partvidéke
  - Hátsó-India nagy része
  - a Himalája déli lejtői
  - Szunda-szigetek
- Ausztráliában:
  - Északkelet-Ausztrália
  - Új-Guinea
- Óceániában:
  - a Csendes-óceán trópusi szigetei (pl. Hawaii-szigetek)
- Dél-Amerikában:
  - Amazonas-medence
  - Andok csapadékos lejtői
  - Kelet-Brazília hegyvidékei
- Közép-Amerikában:
  - Antillák

## Szubtrópusi esőerdők
A szubtrópusi esőerdők (dzsungelek) a trópusokon, 1000–2000 m között növő hegyi esőerdőkre emlékeztetnek. Növényzetükben gyakran keverednek a trópusi és a mérsékelt övi elemek. Főként monszunvidékeken gyakoriak. A Föld legsűrűbben lakott vidékei.
- Délkelet-Ázsiában:
  - Dél-Kína,
  - Közép-Kína,
  - Dél-Japán,
  - Burma

- Észak-Amerika délkeleti része:
  - Florida,
  - Yucatán-félsziget (Mexikó, Belize
  - Nicaragua (Los Guatuzos, Bosawás és Indio-Maiz)
- Dél-Amerika délkeleti része:
  - Brazília
- Ausztrália DK-i része,
  - Új-Zéland északi része.

## Mérsékelt égövi esőerdők

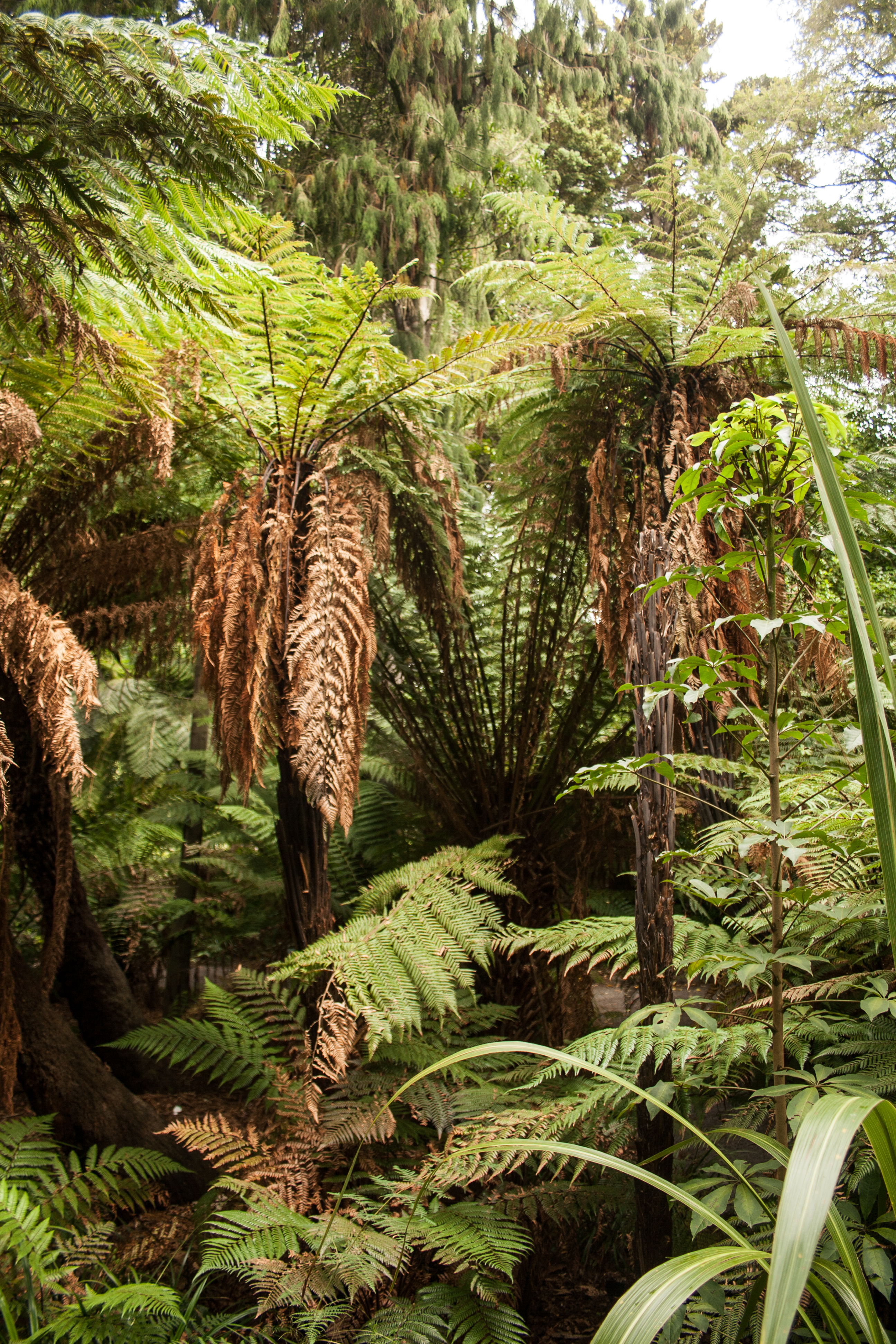
Az új-zélandi mérsékelt égövi esőerdő bemutatója a Christchurchi Botanikus Kertben, előtérben a Dicksonia squarrosa páfrányfa

A mérsékelt égövi esőerdők mindig óceáni éghajlaton, a tengerparton és annak közelében alakulnak ki olyan helyeken, ahol az éves csapadék legalább 1500 mm. Ez a fajta növényzet Európában ismeretlen.
- Észak-Amerikában:
  - Nagymedve esőerdő (az USA és Kanada Csendes-óceáni partvidéke egy keskeny, de mintegy húsz szélességi fokon át nyúló sávban).
- Dél-Amerikában:
  - Chile
- Ausztráliában:
  - Tasmania.
- Új-Zéland Déli-szigetén